# گارفیلد (واشینگتن)
گارفیلد (به انگلیسی: Garfield) یک منطقهٔ مسکونی در ایالات متحده آمریکا است که در شهرستان ویتمن، واشینگتن واقع شده‌است. گارفیلد ۲٫۴۴ کیلومتر مربع مساحت و ۵۹۷ نفر جمعیت دارد و ۷۵۴٫۰۸ متر بالاتر از سطح دریا واقع شده‌است.